# Balbisia meyeniana
Balbisia meyeniana là một loài thực vật có hoa trong họ Vivianiaceae. Loài này được Johann Friedrich Klotzsch miêu tả khoa học đầu tiên năm 1836.

## Phân bố
Loài này được tìm thấy từ miền nam Peru qua Bolivia tới tây bắc Argentina (tỉnh Jujuy).